# Shigeru Kasamatsu

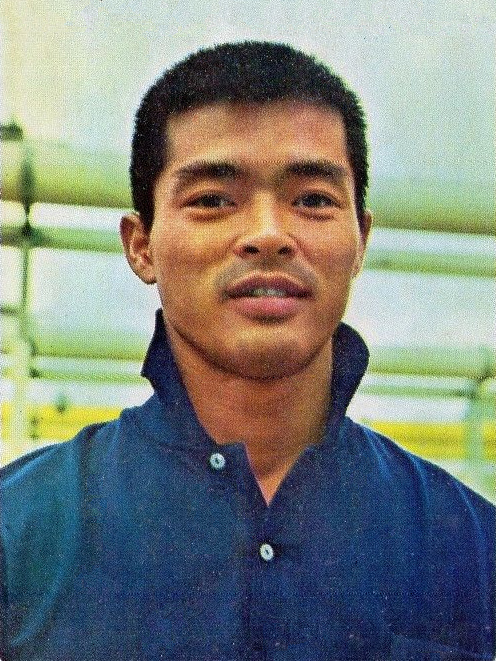
Shigeru Kasamatsu (1973)

Shigeru Kasamatsu (jap. 笠松茂, Kasamatsu Shigeru; * 16. Juli 1947 in Kumano) ist ein ehemaliger japanischer Geräteturner. Er war Olympiasieger und Weltmeister. 

## Karriere
Shigeru Kasamatsu nahm 1972 an den Olympischen Spielen in München teil. Die japanische Riege mit Sawao Katō, Eizō Kenmotsu, Shigeru Kasamatsu, Akinori Nakayama, Mitsuo Tsukahara und Teruichi Okamura gewann den Mannschaftswettbewerb zum vierten Mal in Folge, dahinter erhielt die sowjetische Riege Silber und die Riege aus der DDR Bronze. In der Einzelwertung belegte Kasamatsu den fünften Rang hinter seinen Landsleuten Katō, Kenmotsu und Nakayama, sowie Nikolai Andrianow aus der sowjetischen Riege. Kasamatsu erreichte außerdem vier Gerätefinals. Er belegte den vierten Platz am Seitpferd, gewann Bronze am Boden und am Reck. Am Barren erhielt er hinter Sawao Katō die Silbermedaille.
Zwei Jahre später bei den Weltmeisterschaften 1974 in Varna gewann die japanische Riege mit Fumio Honma, Hiroshi Kajiyama, Shigeru Kasamatsu, Sawao Katō, Eizō Kenmotsu und Mitsuo Tsukahara. Im Zwölfkampf siegte Kasamatsu vor Andrianow und Kenmotsu, dies war der letzte Weltmeistertitel im Mehrkampf eines Japaners bis zum Sieg von Hiroyuki Tomita 2005. Kasamatsu gewann 1974 außerdem noch die Wettbewerbe am Boden und im Pferdsprung. Im Pferdsprung wurde die Technik eines Seitwärts-Überschlages mit Vierteldrehung gefolgt von einem gehockten Salto vorwärts mit halber Drehung nach Kasamatsu benannt.
Die Olympischen Spiele 1976 verpasste Kasamatsu wegen einer Blinddarmentzündung. Bei den Weltmeisterschaften 1978 in Straßburg gewann er die Goldmedaille mit der japanischen Riege in der Besetzung Eizō Kenmotsu, Hiroshi Kajiyama, Shigeru Kasamatsu, Junishi Shimizu, Shonzo Shiraishi und Mitsuo Tsukahara. Im Zwölfkampf belegte Kasamatsu den siebten Platz. An den Geräten erreichte er viermal das Finale, er belegte den achten Platz am Seitpferd, war Vierter an den Ringen, gewann Silber am Boden und Gold am Reck. Den Mannschaftstitel konnte die japanische Riege bei den Weltmeisterschaften 1979 in Fort Worth nicht verteidigen. Hinter der sowjetischen Riege gewannen Shigeru Kasamatsu, Eizō Kenmotsu, Kōji Gushiken, Hiroshi Kajiyama, Toshiomi Nishiki und Nobuyuki Kajitani die Silbermedaille. Kasamatsu erreichte noch drei Gerätefinals, gewann aber keine Einzelmedaille mehr.
Shigeru Kasamatsu wurde 2006 in die International Gymnastics Hall of Fame aufgenommen. Er ist verheiratet mit der Turnerin und Olympiateilnehmerin Kazue Hanyu, beider Sohn Akihiro Kasamatsu nahm ebenfalls als Turner an Olympischen Spielen teil.